# Капане ди Маркароло (Алесандрија)
Капане ди Маркароло је насеље у Италији у округу Алесандрија, региону Пијемонт.
Према процени из 2011. у насељу је живело 9 становника. Насеље се налази на надморској висини од 760 м.